# Ana de Jesus Maria de Bragança
Ana de Jesus Maria de Bragança (de seu nome completo: Ana de Jesus Maria Luísa Gonzaga Joaquina Micaela Rafaela Sérvula Antónia Francisca Xavier de Paula de Bragança e Bourbon) GCNSC • DSI • DML (Mafra, 23 de Outubro de 1806 – Roma, 22 de Junho de 1857) foi uma Infanta de Portugal, tendo sido a 9.ª e última filha do Rei D. João VI de Portugal, com a sua consorte, a Rainha D. Carlota Joaquina de Espanha.
Infanta de Portugal por nascimento, casou com o General D. Nuno José de Mendoça Rolim de Moura Barreto, 2.º Marquês de Loulé, depois elevado a Duque de Loulé de juro e herdade. O casal viajou profusamente pela Europa, tendo a maioria dos filhos nascido em Paris. A Infanta veio a falecer em Roma, em 1857, quando o seu marido era Primeiro-Ministro de Portugal.

## Primeiros anos

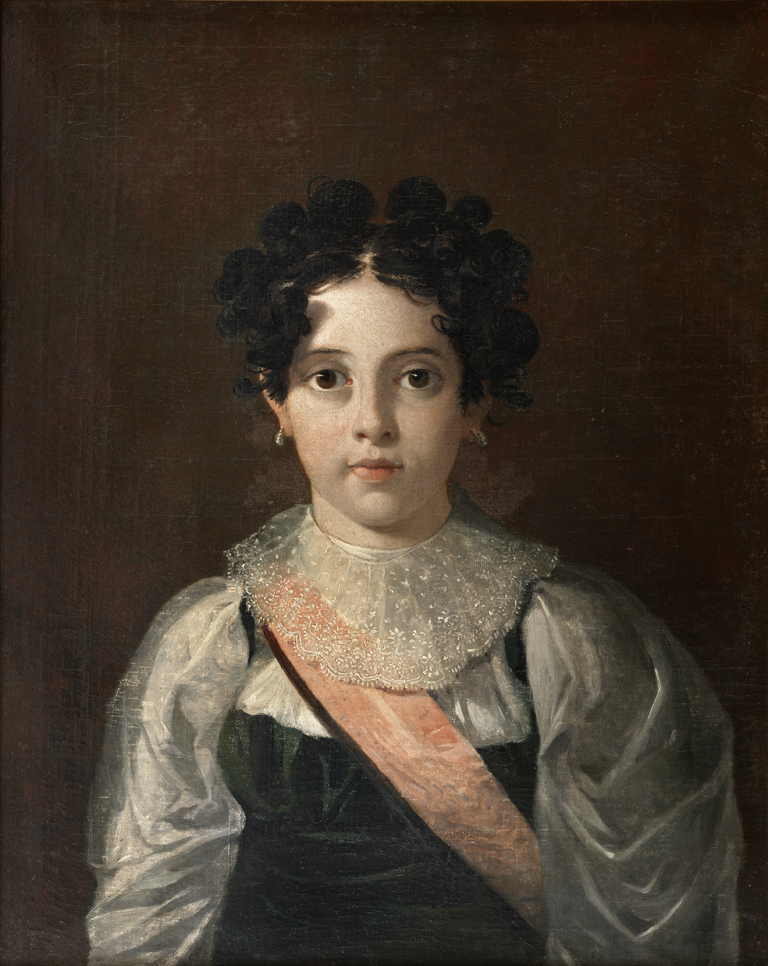
A Infanta em criança

D. Ana de Jesus Maria nasceu no Palácio Real de Mafra a 23 de Outubro de 1806, filha do rei D. João VI de Portugal e de D. Carlota Joaquina de Bourbon.
D. Ana de Jesus Maria teve que partir com apenas 1 ano de idade, em 1807, para o Brasil, juntamente com a família real e grande parte da nobreza portuguesa, em função da 1.ª invasão napoleónica em Portugal. Tal episódio é conhecido com a transferência da corte portuguesa para o Brasil.
Após passar a infância e parte da adolescência no Brasil, em 1821 D. Ana de Jesus Maria, contando 14 anos de idade, regressou a Portugal, juntamente com os Reis D. João VI e D. Carlota Joaquina, bem como a maioria da corte portuguesa.

## Casamento e vida adulta

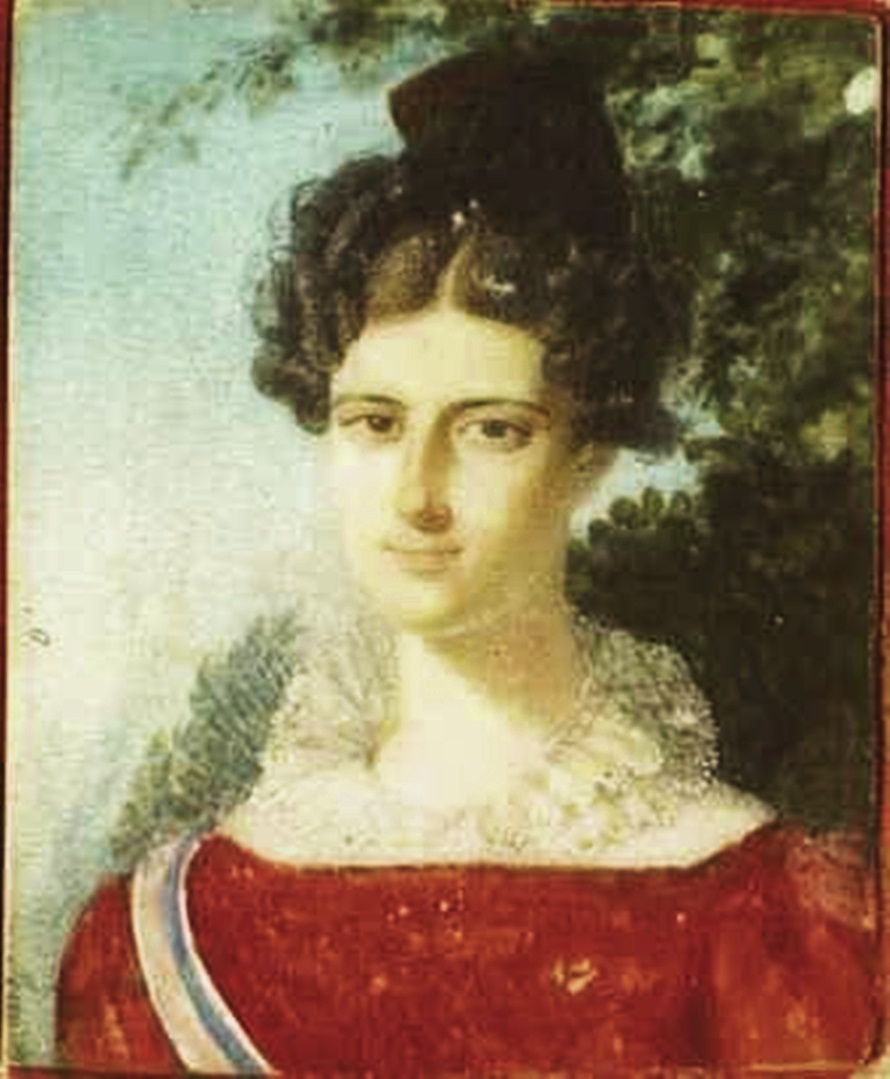
Infanta D. Ana de Jesus Maria

No dia 5 de dezembro de 1827, no Palácio Real de Queluz, D. Ana de Jesus Maria desposou o General D. Nuno José Severo de Mendoça Rolim de Moura Barreto, então 2.° Marquês de Loulé e 9.º Conde de Vale de Reis, tendo mais tarde sido elevado a 1.º Duque de Loulé. D. Nuno José foi, por várias vezes, Primeiro-Ministro de Portugal.
Ao contrário dos matrimónios de suas irmãs, o casamento de D. Ana de Jesus Maria não se deu por razões políticas, e a primeira filha do casal nasceu em 27 de Dezembro daquele ano, ou seja, vinte e dois dias após a cerimónia que  Infanta casou grávida. O casal teve cinco filhos.
Embora a Casa de Loulé fosse também uma remota descendente, por via ilegítima, da família real portuguesa, o casamento foi mal visto e até recebido como escândalo pela facção mais conservadora da corte portuguesa, que o consideraram desprestigiante para a Casa Real. Afinal, D. Ana de Jesus Maria foi a primeira Infanta de Portugal a casar fora da realeza, e ainda se casou grávida, tendo a filha primogénita nascido no próprio dia em que finalmente o Corpo Diplomático acreditado em Lisboa se apresentou no Palácio de Benfica a fim de apresentar cumprimentos. 

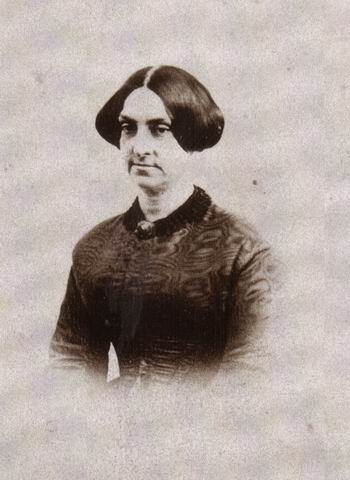
Ana de Jesus eu sua única foto conhecida no momento, notável sua semelhança com sua mãe, D. Carlota Joaquina.

O casal não quis envolver-se na disputa pelo trono português dos Reis D. Pedro IV e D. Miguel I, ambos irmãos de D. Ana de Jesus Maria. Preferiram exilar-se e viajaram então por alguns anos pela Europa, período em que nasceram os restantes filhos, maioritariamente em Paris, onde residiam no bairro de Saint Philippe du Role. O casamento, nunca dissolvido, acabou em separação em 1835; e D. Ana de Jesus Maria passou a viver em Roma, onde veio a morrer, vinte e dois anos depois, aos 50 anos. A Infanta morreu antes do seu marido ser agraciado com o título de Duque, não tendo assim usado o título de Duquesa de Loulé.
Encontra-se sepultada na cripta da Igreja de Santo António dos Portugueses, em Roma. O seu marido, filhos e filhas encontram-se sepultados em jazigo de família, no Cemitério dos Prazeres.

## Descendência

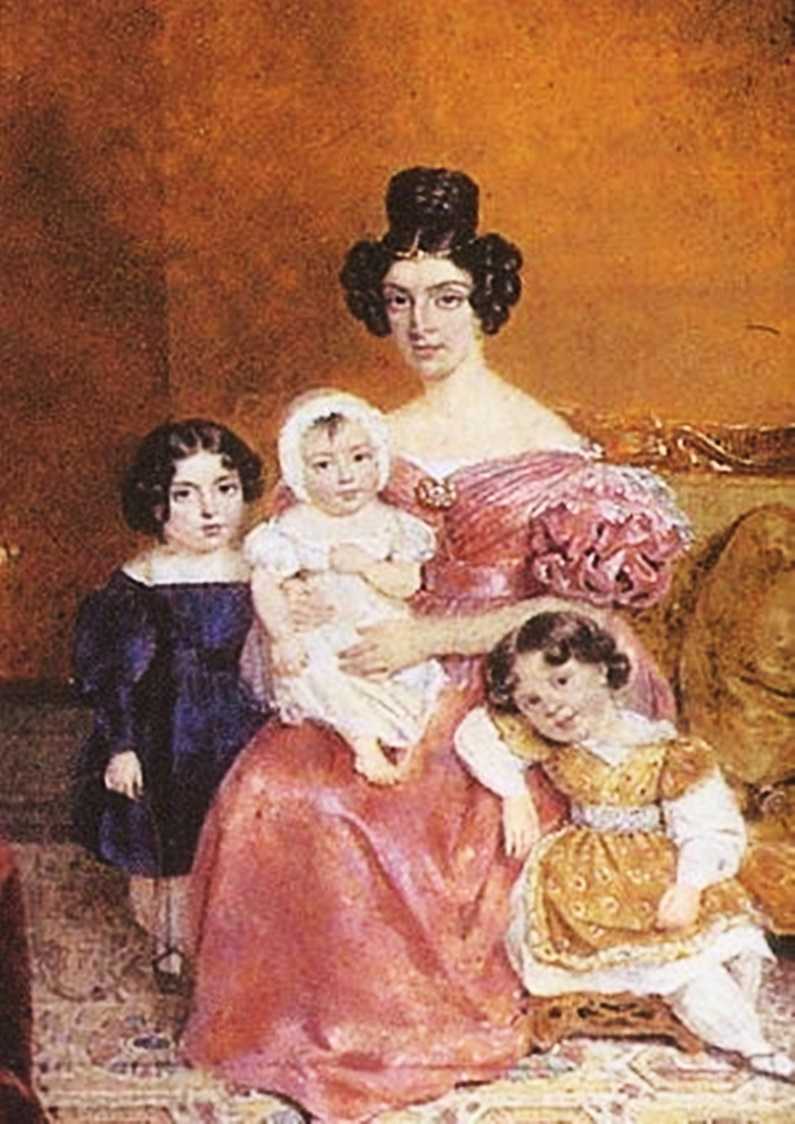
Infanta D. Ana de Jesus Maria com os filhos.

A infanta casou em 1827 com o General Nuno José Severo de Mendoça Rolim de Moura Barreto, 2.º Marquês e futuro Duque de Loulé de juro e herdade, e primeiro-ministro de Portugal. O casal teve 5 filhos:
- D. Ana Carlota Maria Josefa Joana Francisca de Assis Xavier de Paula Micaela Gabriela Rafaela Luísa Gonzaga de Mendoça (Benfica, Lisboa, 27 de dezembro de 1827 - São Jorge de Arroios, Lisboa, 31 de dezembro de 1893), desposou o 3.° conde de Linhares, com descendência;
- D. Maria do Carmo Carlota Josefa Joana Francisca de Assis Xavier de Paula Micaela Gabriela Rafaela Luísa Gonzaga de Mendoça Rolim de Moura Barreto (Paris, França, 26 de fevereiro de 1829 - São Sebastião da Pedreira, Lisboa, 23 de dezembro de 1907), desposou o 3.º conde de Belmonte, D. Vasco António Baltazar da Madre de Deus de Figueiredo Cabral da Camara, com descendência;
- D. Pedro José Agostinho de Mendoça Rolim de Moura Barreto (Paris, França, 7 de outubro de 1830 - Santa Maria de Belém, Lisboa, 2 de março de 1909), depois 2.° duque de Loulé, desposou D. Constança Maria de Figueiredo Cabral da Camara (1826-1879), com descendência;
- D. Maria Amália de Mendoça Rolim de Moura Barreto (Paris, França, 27 de abril de 1832 - 1880), desposou João Salazar de Mascarenhas, com descendência, após a separação deste, tornou-se freira;
- D. Augusto Pedro de Mendoça Rolim de Moura Barreto (Santa Maria de Belém, Lisboa, 4 de agosto de 1835 - São Sebastião da Pedreira, Lisboa, 22 de novembro de 1914), depois 3.° conde de Azambuja, desposou D. Maria da Assunção Ferreira (1842-1905), filha de Antónia Ferreira, A Ferreirinha, com descendência.

## Títulos, tratamentos e distinções

### Títulos e tratamentos
- 23 de outubro de 1806 – 5 de dezembro de 1827: Sua Alteza a Sereníssima Infanta D. Ana de Jesus Maria
- 5 de dezembro de 1827 – 22 de junho de 1857: Sua Alteza a Marquesa de Loulé

### Condecorações
- Dama Grã-Cruz da Ordem de Nossa Senhora da Conceição de Vila Viçosa (Reino de Portugal, 6 de Fevereiro de 1818).[7]
- Dama da Ordem da Rainha Santa Isabel (Reino de Portugal).
- Dama da Ordem das Damas Nobres da Rainha Maria Luísa (Reino de Espanha, 9 de Outubro de 1816).